# Resolution 1761 des UN-Sicherheitsrates
Die Resolution 1761 des UN-Sicherheitsrates ist eine Resolution zur Situation an der Elfenbeinküste, die der Sicherheitsrat der Vereinten Nationen am 20. Juni 2007 auf seiner 5700. Sitzung einstimmig angenommen hat. Mit der Resolution wurde das Mandat der Expertengruppe zur Überwachung des Handelsverbots von Waffen und Rohdiamanten an der Elfenbeinküste bis zum 15. Oktober 2007 verlängert. Der Bann ist seit 2004 in Kraft, um den Bürgerkrieg zwischen den im Norden des Landes herrschenden Rebellen und den Regierungstruppen im Süden Einhalt zu gebieten.
Mit der Resolution berief sich der Sicherheitsrat der Vereinten Nationen auf die Resolution 1727 (2006).
Der Sicherheitsrat berücksichtigte bei seiner Entscheidung den Bericht der Expertengruppe zur Überwachung des Embargos (UN-Dokument S/2007/349) und erachtete die Situation an der Elfenbeinküste für eine Gefahr für den Frieden und die Stabilität in der Region. Unter Kapitel VII der Charta der Vereinten Nationen entschied der Sicherheitsrat daher, das Mandat der Expertengruppe im Umfang der Resolution 1727 zu verlängern und beauftragte die Expertengruppe, entsprechend der Resolution 1572 (2004) vor dem Auslaufen des Mandates dem Sicherheitsrat Bericht über die Umsetzung der Maßnahmen der Resolutionen 1572 (2004) und 1643 (2005) zu erstatten.